# Kamen Rider Genms -The Presidents-
Zero-One Others: Kamen Rider Vulcan and Valkyrie Kamen Rider Genms -Smart Brain et 1000% Crisis-
Kamen Rider Genms -The Presidents- (仮面ライダーゲンムズ ─ザ・プレジデンツ─, Kamen Raidā Genmuzu -Za Purejidentsu-) est une web-série de deux épisodes servant d'incursion entre les séries Kamen Rider Ex-Aid et Kamen Rider Zero-One. 
Elle est exclusivement diffusée sur Toei Tokusatsu Fan Club. Elle est la suite directe du film Zero-One Others: Kamen Rider Vulcan and Valkyrie. La série est intégrée à l'anthologie Kamen Rider Outsiders, car avec sa suite Smart Brain et 1000% Crisis, elle constitue un prélude à la série Kamen Rider Outsiders.

## Synopsis
Après l'effondrement de ZAIA Enterprise dans Zero-One Others, Gai Amatsu compte bâtir sa propre entreprise avec l'aide de Rin, une Humagear secrétaire. Toutefois, quelque chose d'inattendu s'est mal passé avec son corps : Gai commence à boguer et Kuroto Dan se matérialise devant lui. Le Bugster Kuroto, qui errait sur Internet, fut ressuscité par Ark et fut implanté en Gai.  Alors que Gai tente de se débarasser de Kuroto en se transformant en Kamen Rider Thouser, Thouser est noir? 

## Distribution
- Gai Amatsu (天津 垓, Amatsu Gai?): Nachi Sakuragi (桜木 那智, Sakuragi Nachi?)[2]
- Rin (厘?): Myra Meadows (メドウズ 舞良, Medouzu Maira?)[2]/ Myra Arai (新井 舞良, Arai Maira?) (nom de scène utilisée désormais)
- Kuroto Dan (檀 黎斗, Dan Kuroto?): Tetsuya Iwanaga (岩永 徹也, Iwanaga Tetsuya?)[2]
- Masamune Dan (檀 正宗, Dan Masamune?): Hiroyuki Takami (貴水 博之, Takami Hiroyuki?)